# آنتون کوشنیر
آنتون کوشنیر (بلاروسی: Антон Сяргеевіч Кушнір؛ زادهٔ ۱۳ اکتبر ۱۹۸۴) اسکی‌باز نمایشی اهل بلاروس است.
وی در مسابقات کشوری و بین‌المللی در مجموع برندهٔ ۱ مدال طلا، ۱ مدال برنز شده‌است.